# Aleksander Orłowski
Aleksander Orłowski (9. března 1777, Varšava – 13. března 1832, Petrohrad) byl polský malíř.

## Život
Narodil se v chudé šlechtické rodině. Ta se přestěhovala do Siedlce, kde jeho otec začal provozovat hostinec. Izabelu Czartoryskou uchvátil malý Aleksander malbami, které ve volném čase vytvářel na stěnách tohoto hostince. Deset let poté studoval na dvoře Czartoryských u Jana Piotra Norblina. V roce 1793 vstoupil Orłowski do armády. Účastnil se Kościuszkova povstání, z něhož se vrátil zraněný do Varšavy, kde pokračoval v dalším vzdělávání. Kolem roku 1799 se seznámil s knížetem Józefem Poniatowským a začal navštěvovat jeho palác.
V roce 1802 odešel do Litvy a o něco později do Petrohradu. Stal se dvorním malířem knížete Konstantina Pavloviče. Princ mu poskytl byt v Mramorovém paláci a stálý plat. Orłowski byl povinen vytvořit jeden obraz měsíčně. V Petrohradě byl častým hostem v domě Marie Szymanowské. Udržoval kontakt s Adamem Mickiewiczem a Walenty Wańkowiczem. Mickiewicz ho zobrazil ve své básnické knize Pan Tadeáš. Na jeho obrazech z té doby je jistý orientalistický rys, je patrný jeho obdiv k čerkeským, gruzínským a perským krojům a uniformám. Sbíral je a také nosil. V roce 1809 získal místo akademika na Akademii výtvarných umění v Petrohradě, za obraz Odpoczynek kozaków uralskich. Od roku 1816 byl prvním malířem v Rusku, který používal litografii. V roce 1815 navrhl na příkaz knížete Konstantina uniformy pro armádu Polského království. V roce 1819 dohlížel na práci Akademie výtvarných umění na návrzích uniforem pro carskou armádu. Po nástupu Mikuláše I. na trůn se Orlowski musel vzdát všech svých funkcí a svého bytu v Mramorovém paláci. S manželkou a dětmi se přestěhoval na předměstí Petrohradu. Umělcův zdravotní stav se zhoršil a car mu odmítl dovolit odjet do zahraničí na léčení. To vedlo k jeho brzké smrti.

## Dílo
Vytvářel olejomalby, akvarely, kvaše, hodně kreslil perem, křídou, tužkou i sépií. Pod Norblinovým vedením vytvářel autoportréty, obrazy sarmatských typů, kresby ze života Poláků a dalších společenských vrstev. Byl také miniaturistou a grafikem. Během svého pobytu v Petrohradě vytvořil stovky děl, jejichž hlavními tématy byly kromě válečných scén krajiny, lidové zvyky a architektura. Vytvářel též portréty, které byly pokusem o psychologickou analýzu člověka. Rozešel se s normami akademické malby a naslouchal inspiraci. Spolu s Orestem Kiprienským vnesl do ruského umění prvky romantismu. Dominují v jeho krajinomalbách a zobrazeních zápasu člověka s mořským živlem. Předjímal námořní motivy v umění největšího ruského námořního malíře Ivana Ajvazovského. Na jeho orientalistických obrazech se často objevovali horští loupežníci, kozáci, Peršané, Kalmykové, Čerkesové, Kyrgyzové, Baškirové a další stepní národy. Koně, bouře, stromy ohnuté větrem, blesky, skály a kameny byly také častými prvky v jeho obrazech. Používal techniku nočního osvětlení, připomínající Rembrandta.
Dvacátá léta devatenáctého století byla u něj obdobím realismu. Tvořil výjevy z venkovského života a ze života nevolníků. Maloval i městské motivy, pouliční výjevy z Petrohradu, prodejce, řemeslníky a dělníky. Aby se uvolnil, maloval karikatury - aristokratů, vojáků, malířů, architektů a svých známých. Svou satiru ale směřoval raději do minulosti, do doby vlády Kateřiny II. a Pavla I., aby se vyhnul konfliktům s aktuálními autoritami..Orłowského obrazy jsou k vidění především v muzeu Ermitáž v Petrohradě a v Treťjakovské galerii v Moskvě.